# Galleria di base del Brennero
La galleria di base del Brennero (in tedesco Brenner Basistunnel o BBT) è un’infrastruttura ferroviaria in galleria in costruzione, oggetto di un progetto di ingegneria civile congiunto italo-austriaco, che collegherà Fortezza a Innsbruck passando sotto il passo del Brennero. Insieme con la già esistente circonvallazione di Innsbruck, raggiungerà una lunghezza pari a 64 km, divenendo la galleria più lunga del mondo al suo completamento (non considerando la circonvallazione di Innsbruck, la galleria tra il portale di Innsbruck e quello di Fortezza avrà una lunghezza di 55 km).
Essa si differenzia dal tunnel del Brennero, termine generico con cui si identificano tutte le opere realizzate nella tratta compresa tra Verona e Monaco di Baviera (le c.d. tratte d'accesso). Su tale linea è prevista una serie di migliorie e opere infrastrutturali, per poter aumentare la capacità ferroviaria lungo tutta la tratta tra la Baviera e l'Italia settentrionale. Dal punto di vista trasportistico, la galleria di base del Brennero è considerata un’opera che porterà miglioramenti notevoli in termini di possibilità trasporto merci e passeggeri in Europa. I lavori di costruzione, iniziati nel 2007, dovrebbero essere completati entro il 2032.
BBT SE (Brenner Basistunnel Societas Europaea - Galleria di base del Brennero Società europea) è una società per azioni europea che su incarico delle Repubbliche d'Italia e Austria e dell’Unione europea progetta e realizza la galleria di base del Brennero.

## Storia
Da sempre il passo del Brennero è considerato uno dei collegamenti più importanti tra il centro e il sud dell’Europa. Con i suoi 1.371 m di altitudine, il passo del Brennero è uno dei valichi più bassi dell’arco alpino ed è transitabile tutto l’anno. La costruzione della linea esistente risale al periodo compreso tra il 1860 e il 1867. Il primo viaggio in servizio commerciale viaggiatori, da Innsbruck a Bolzano, si svolse il 24 agosto 1867: a quell’epoca, la ferrovia veniva vista con diffidenza, tant’è che tale evento non fu oggetto di grandi celebrazioni, nonostante da quel momento l’Alto Adige venisse collegato alla già esistente rete ferroviaria. Questo fu il primo passo sulla strada della modernizzazione e del progresso: con il treno giunsero i primi turisti, le distanze si accorciarono e il mondo iniziò ad avvicinarsi.
La conquista ferroviaria del Brennero, con la tecnologia disponibile in quel momento storico e nonostante le innumerevoli difficoltà che si presentavano durante l’esecuzione dei lavori, si materializzava in un’opera ingegneristica di assoluta avanguardia. Nel 1867 ci volevano ben 5 ore per percorrere il tratto da Bolzano ad Innsbruck con i primi treni a vapore secondo le prestazioni limitate dell’epoca.
A 150 anni di distanza, la ferrovia del Brennero non ha perso la propria importanza come asse di collegamento (si veda Reti transeuropee dei trasporti) tra il sud e il nord d’Europa; all’avanguardia per l’epoca in cui fu progettata e costruita, oggi la linea presenta un percorso tortuoso e acclive, con pendenze che raggiungono punte del 26‰, e raggi di curvatura incompatibili con le attuali esigenze trasportistiche. Questo ha portato oggi ad un forte spostamento dei trasporti su strada e al conseguente aumento dell’impatto sull’ambiente. I sostenitori del progetto affermano che, per far fronte alle moderne esigenze di trasporto è, quindi, indispensabile potenziare il collegamento ferroviario esistente attraverso un percorso più pianeggiante e privo di curve, permettendo così il potenziamento delle prestazioni dei treni in termini di velocità, peso e lunghezza. In tal modo si raggiunge più facilmente lo spostamento del traffico delle merci da ruota a rotaia e la conseguente riduzione degli impatti ambientali causati dall’eccessivo trasporto di merci su strada (si veda autostrada A22 (Italia)#Traffico).

## Descrizione

### La linea di oggi e quella di domani
Situazione attuale della linea ferroviaria del Brennero
L’attuale linea ferroviaria presenta un percorso tortuoso e molto pendente che limita la velocità dei treni, i massimali di carico ed i tempi di percorrenza rendendo talvolta necessario l’impiego di tre locomotori. Tutto ciò scoraggia lo spostamento del traffico dalla strada alla rotaia. Il costo dei mezzi impiegati, l’elevato consumo di energia e i lunghi tempi di percorrenza fanno sì che il vettore ferroviario sia poco concorrenziale rispetto alla strada. Per spostare il trasporto merci dalla strada alla rotaia i promotori del progetto affermano che è indispensabile creare nuove capacità sull’infrastruttura ferroviaria attraverso la realizzazione di una linea in pianura senza forti pendenze o dislivelli.
Progetto futuro
Con la costruzione della galleria di base del Brennero tra Fortezza (Franzensfeste) e Innsbruck il tracciato avrà una lunghezza di 55 km rispetto ai 75 km della linea storica e una pendenza massima del 7‰ rispetto all'attuale 26‰. Sul nuovo tracciato i treni potranno viaggiare ad una velocità massima di 250 km/h riducendo così i tempi di percorrenza dagli attuali 80 minuti a 25 minuti.
Tratte di accesso

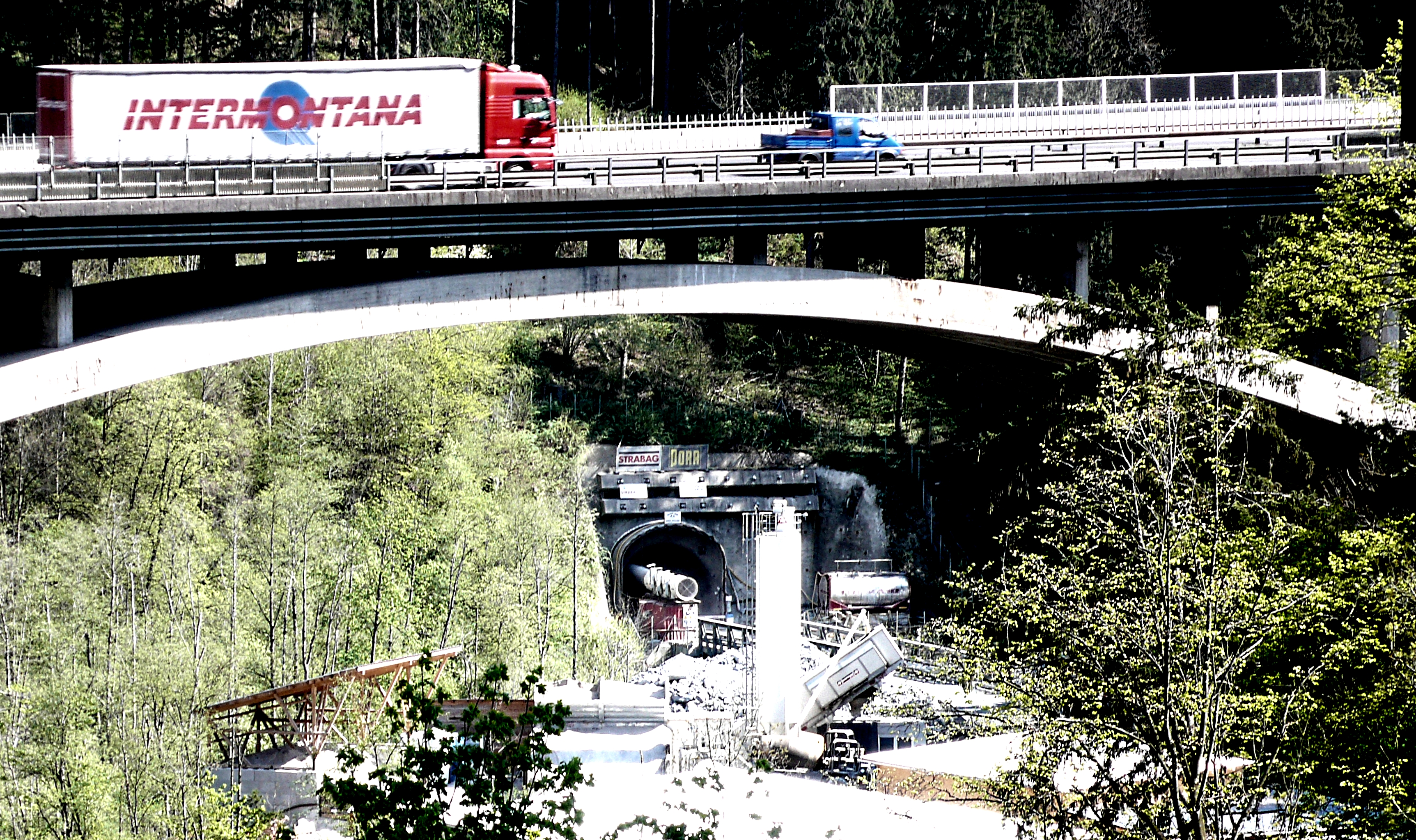
Portale di accesso austriaco, gola del Sill

Le tratte di accesso sono una sorta di prolungamento della galleria di base del Brennero, atte a potenziare la linea attuale, oltre a permettere una riduzione considerevole dell’inquinamento acustico per i cittadini residenti lungo la linea ferroviaria. Questo intervento prevede il quadruplicamento dell’attuale linea tra Verona e il Brennero (tratta di accesso sud) e l’attuale linea Innsbruck – Monaco (tratta di accesso nord). Il potenziamento dell’infrastruttura ferroviaria lungo la tratta di accesso sud è stato suddiviso in sette lotti, poi aumentati ad otto.

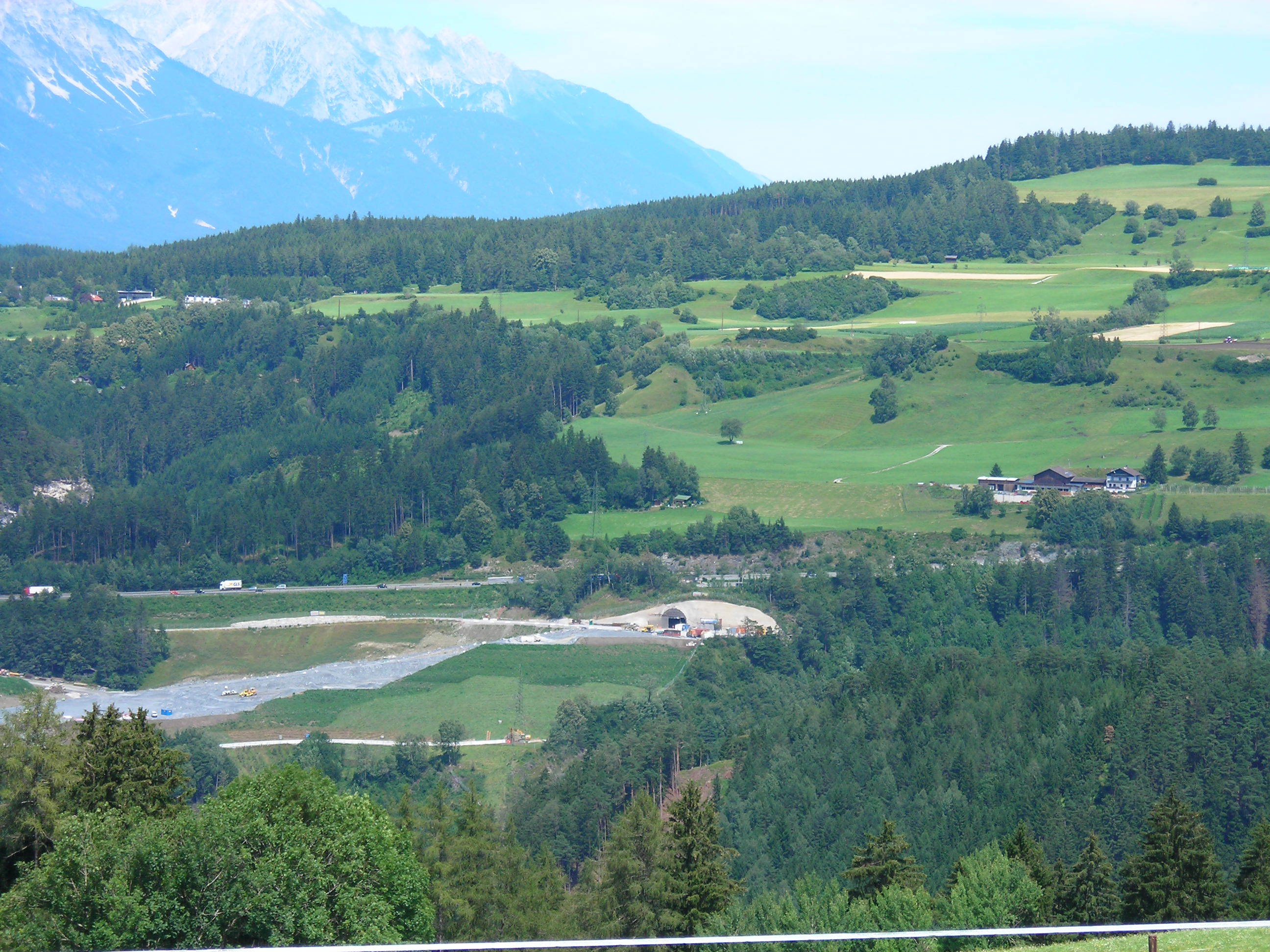
Altro portale d'accesso austriaco presso Mutters

Cinque sono lotti prioritari (in ordine da nord a sud):
- Lotto 1 Fortezza-Ponte Gardena (22,5 km)
- Lotto 2 Circonvallazione di Bolzano (10,6 km)
- Lotto 3A Circonvallazione di Trento (14,2 km)
- Lotto 3B Circonvallazione di Rovereto (20,1 km)
- Lotto 4 Ingresso Nord al nodo Verona (9,9 km)

A questi si aggiungono tre lotti di completamento a minore priorità:
- Lotto 7 Ponte Gardena-Bolzano (17,2 km)
- Lotto 5 Bolzano-Trento (44 km)
- Lotto 6 Rovereto-Pescantina (47,6 km)

Il lotto 1 Fortezza-Ponte Gardena è stato approvato il 3 marzo 2017 dalla delibera CIPE n. 8/2017 (si veda Approfondimento 1), ad agosto 2020 è stata pubblicata la gara per la progettazione esecutiva e realizzazione con che è stato aggiudicato nel giugno del 2021.
Delibera CIPE n. 8/2017
3 marzo 2017;  pp. 35- 42
“(…) Ai sensi e per gli effetti dell’art. 166 del decreto
legislativo n. 163/2006, e successive modifiche e integrazioni,
nonché ai sensi dell’art. 12 del decreto del
Presidente della Repubblica n. 327/2001, e successive
modifiche e integrazioni, è approvato, anche ai fini della
dichiarazione di pubblica utilità, con le prescrizioni e
le raccomandazioni proposte dal Ministero delle infrastrutture
e dei trasporti, il progetto definitivo del «lotto 1
Fortezza - Ponte Gardena» del «quadruplicamento della
linea Fortezza - Verona» nell’ambito dell’«Asse ferroviario
Monaco - Verona: accesso sud alla galleria di base del
Brennero».(…) ” 
La tratta di accesso nord, invece, è suddivisa in due parti diversamente sviluppate. Gran parte della prima parte della linea, che si estende tra Innsbruck e Wörgl, si sviluppa in galleria ed è entrata in esercizio nel dicembre del 2012 dopo nove anni di lavori. La seconda parte della tratta nord, che si sviluppa tra Wörgl e Monaco, è ancora in fase di progettazione, iniziata nel 2015.

### Il progetto
Il sistema delle gallerie
La galleria di base del Brennero si compone di un cunicolo esplorativo, due gallerie principali e quattro gallerie di accesso laterali. Queste ultime si trovano ad Ampass, Ahrental e Wolf in territorio austriaco e a Mules (Mauls) in Italia, e collegano la superficie con le gallerie principali. Durante la fase di costruzione, le gallerie di accesso hanno una funzione logistica poiché vengono utilizzate sia per il trasporto del materiale di scavo ai depositi esterni, sia per rifornire i cantieri sotterranei di materiali ed attrezzature necessarie per eseguire i lavori.
Tra Fortezza e Innsbruck sono previste due gallerie principali a binario semplice. Ogni 333 metri, le gallerie saranno collegate da cunicoli trasversali che, nella maggior parte dei casi, verranno utilizzati come uscite di emergenza permettendo di passare da una galleria principale all’altra.
Il cunicolo esplorativo si estende da un’estremità all’altra dell’area di progetto e si colloca in posizione centrale ad una profondità di 12 m sotto le gallerie principali. Durante la realizzazione, il cunicolo esplorativo fornisce informazioni geologiche e funge da galleria logistica e di servizio; in fase di esercizio, sarà utilizzato come galleria di manutenzione e di drenaggio delle acque. La galleria di base del Brennero è dunque un sistema di gallerie e cunicoli, la cui lunghezza complessiva è di 230 Km circa.
Piano di sicurezza
I cunicoli trasversali, che collegano le due gallerie di linea e che sono presenti ogni 333 metri, possono essere utilizzati come vie di fuga in caso di emergenza. Inoltre, il progetto per passare da una galleria all’altra prevede la realizzazione di tre fermate di emergenza che sono collocate rispettivamente a Innsbruck, sotto St. Jodok e a Campo di Trens (Freienfeld).
Queste fermate di emergenza sono poste ad una distanza di circa 20 km l’una dall’altra. Ogni fermata di emergenza è lunga 470 metri ed è fornita ogni 90 metri di vie di fuga verso il cunicolo centrale e di cunicoli trasversali per l’estrazione dell’aria viziata, posizionati anch’essi ad una distanza di 90 m l’uno dall’altro, in una posizione sfalsata di 45 m rispetto ai passaggi di fuga. Nel cunicolo centrale è stato progettato un soffitto intermedio che seziona la canna in una parte superiore e in una parte inferiore. Tra le canne principali e il cunicolo centrale, nella sezione superiore del cunicolo centrale, saranno realizzate delle canne trasversali di aspirazione dell’aria viziata, attrezzate con valvole di scarico, mentre nella sezione inferiore sono previsti cunicoli di collegamento con porte di fuga a tenuta stagna. Le fermate di emergenza sono collegate con l’esterno. L’aria fresca viene pompata nella sezione inferiore per creare una sovrappressione atta ad evitare la propagazione del fumo nell’intero sistema di gallerie. In tal modo si garantisce un costante ricambio d’aria nei cunicoli trasversali.

### Il metodo di scavo
La scelta dei metodi di scavo da utilizzare dipende dalle caratteristiche geologiche dell’ammasso roccioso; dalle conoscenze e dalle previsioni geotecniche e da valutazioni economiche e logistiche. Anche la lunghezza del tratto da scavare e la durata dei lavori influiscono sulla scelta dei metodi di scavo. Alcune sezioni saranno scavate con il metodo tradizionale altre invece meccanicamente con l’ausilio di frese meccaniche dette Tunnel Boring Machine (T.B.M.).
Lo scavo tradizionale
In presenza di condizioni di scavo complesse, alcuni tratti dell’opera vengono realizzati con avanzamento tradizionale. Tra questi vanno citate: alcune sezioni delle gallerie principali e del cunicolo esplorativo; entrambe le gallerie di interconnessione di Innsbruck; tutte le gallerie di accesso; i cameroni logistici e di ventilazione; le gallerie di interconnessione; le fermate di emergenza e i cunicoli trasversali. Lo scavo tradizionale si realizza generalmente seguendo fasi lavorative consequenziali: innanzitutto vi è la predisposizione dei fori sulla parete rocciosa; poi segue il riempimento degli stessi con esplosivo ed infine il successivo brillamento, cioè l'esplosione della dinamite utilizzata. Una volta asportato il materiale abbattuto, si procede al consolidamento della parete della galleria con calcestruzzo proiettato, con ancoraggi, con centine metalliche e reti di armatura. Una volta conclusa questa fase si ricomincia una nuova fase di brillamento. 
Lo scavo meccanizzato (con fresa)
Il vantaggio dello scavo meccanizzato consiste nell'aumento di velocità nell'avanzamento dei lavori. Oltre a ciò, l’avanzamento con la T.B.M (detta anche più comunemente "talpa") garantisce maggior sicurezza durante il lavoro per gli operai. La parte più importante della fresa è rappresentata dalla testa. La testa è dotata di numerosi cutter che, facendo pressione sul fronte di scavo, frantumano la roccia. Il back up, vale a dire la struttura a treno situata dietro la testa della fresa, assicura lo smaltimento del materiale appena scavato oltre l’approvvigionamento necessario all’avanzamento (provvede direttamente a rivestire la parete della galleria con degli anelli, detti conci, prefabbricati in calcestruzzo).
Questa parte del macchinario contiene, inoltre, gli impianti di ventilazione, di abbattimento delle polveri e di consolidamento della roccia. Poiché il costo di una fresa è abbastanza elevato ed il suo utilizzo, rispetto allo scavo tradizionale, richiede tempi più lunghi, il macchinario viene utilizzato preferibilmente negli scavi delle tratte più lunghe.
Circa metà della galleria di base del Brennero viene scavata con un sistema meccanizzato impiegando due tipi di frese: quelle aperte (consolidamento dello scavo tramite calcestruzzo proiettato, ancoraggi e reti elettrosaldate) e quelle scudate (rivestimento con conci prefabbricati in calcestruzzo).
Le gallerie artificiali
Un altro metodo di scavo è la costruzione di gallerie artificiali: la struttura della galleria viene costruita all'interno di uno scavo e, una volta completata l’opera, essa viene coperta sopra con materiale di riempimento. Questa tecnica viene utilizzata nel caso in cui il terreno sia poco profondo e lo scavo dalla superficie verso il basso sia possibile da attuare ed economicamente realizzabile. Nel cantiere del “Sottoattraversamento Isarco” vi sono due brevi tratti costruiti proprio con questa tecnica.
La costruzione di gallerie artificiali è usata, in genere, per i sottopassi o per i trafori in terreno piano o dove è vantaggioso costruire il traforo ad una profondità ridotta. Vi sono due modalità di costruzione: il bottom-up e il top-down.

## I cantieri
I principali cantieri collegati alla Galleria di Base del Brennero sono, in territorio italiano, il cantiere di Mules e quello dell’Isarco, mentre in territorio austriaco vi sono il cantiere che si estende da Tulfes a Pfons, da Pfons a Brennero e a Wolf.

### I lotti in territorio italiano

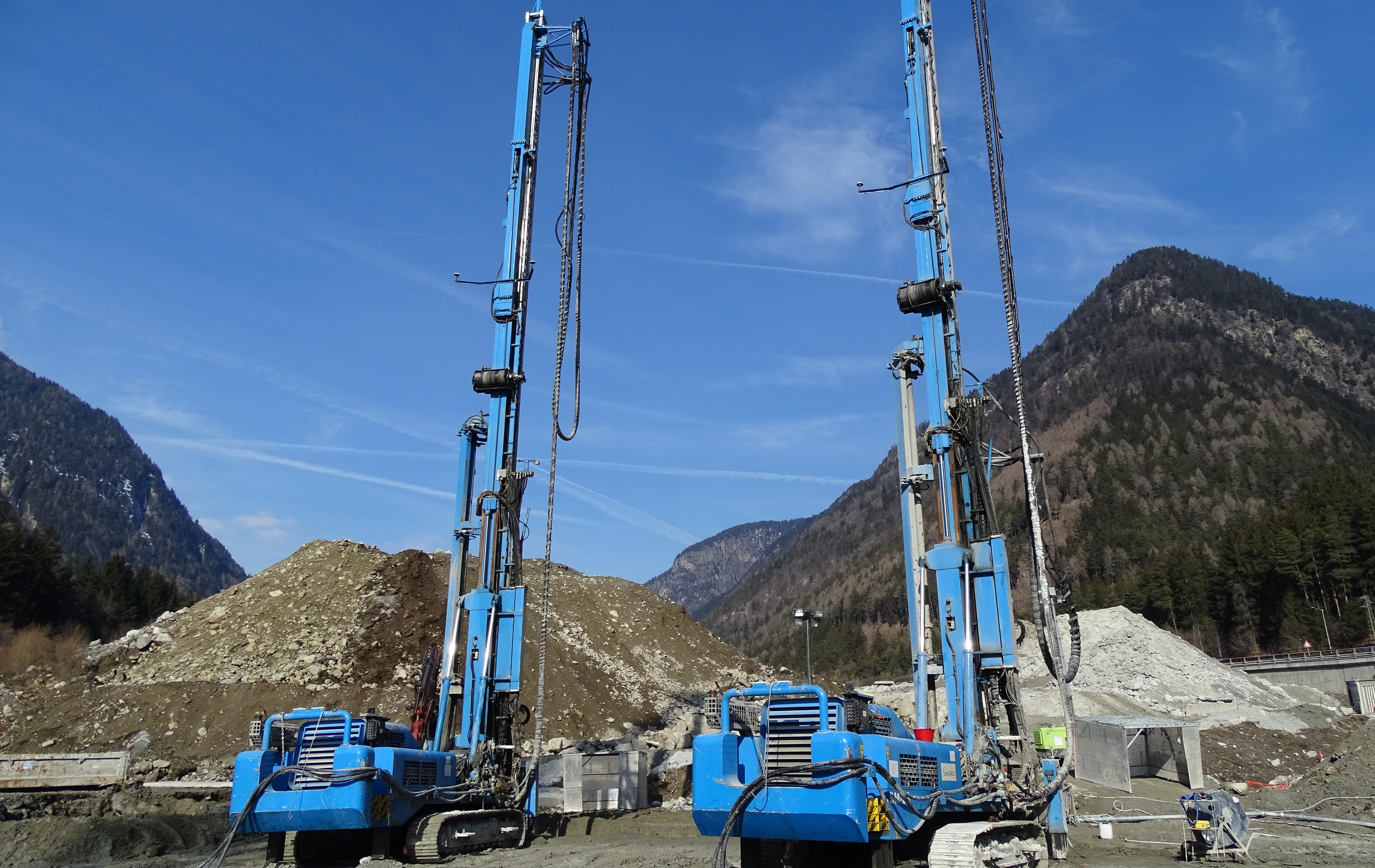
Cantiere del sottoattraversamento dell'Isarco, tecnica del Jet grouting per il consolidamento del terreno

- Cantiere dell’Isarco (Baulos Eisackunterquerung)

Le opere di questo lotto collegheranno la galleria di base con la linea ferroviaria storica del Brennero e la stazione di Fortezza. Complessivamente saranno realizzati 4,2 km di gallerie principali e 1,5 km di gallerie di interconnessione con la linea ferroviaria esistente. Il termine dei lavori è previsto alla fine del 2022. Una parte dei lavori in questo cantiere consiste in una serie di interventi all’aperto tra cui rientra il consolidamento del terreno propedeutico allo scavo delle gallerie lungo questo tratto, composto prevalentemente da sedimenti fluvio-glaciali non compatti. Questi interventi di consolidamento del terreno consistono nella tecnica del cosiddetto jet grouting, ossia l’operazione di iniezione nel terreno di una miscela legante ad elevatissima velocità utilizzata per stabilizzare, rinforzare ed impermeabilizzare i terreni. Nell’ambito di questo lotto saranno sottoattraversate l’autostrada del Brennero A22, la strada statale SS12, la linea ferroviaria esistente e in particolar modo il fiume Isarco. Per fare ciò sarà utilizzata un’altra particolare tecnica di consolidamento del terreno: il congelamento.
Si tratta di una tecnica a basso impatto ambientale, mediante la quale viene congelata l’acqua contenuta nel terreno, facendo circolare azoto liquido all’interno di un circuito chiuso. Una volta congelato il terreno, sarà ottenuta la stabilità e l’impermeabilizzazione del terreno necessaria a poter procedere con lo scavo con i metodi tipici delle gallerie naturali. Per accedere nel sottosuolo saranno utilizzati 4 pozzi che permetteranno di raggiungere la quota del tracciato della gallerie, ad una profondità di circa 20-25 metri. Dai pozzi saranno avviati gli scavi in sotterraneo con metodo tradizionale.
Altra tecnica di scavo utilizzata in questo lotto, anche se solo per due brevi tratti, è la costruzione di gallerie artificiali, dette anche “Cut and Cover” “metodo Milano”.
- Cantiere di Mules (Baulos Mauls)

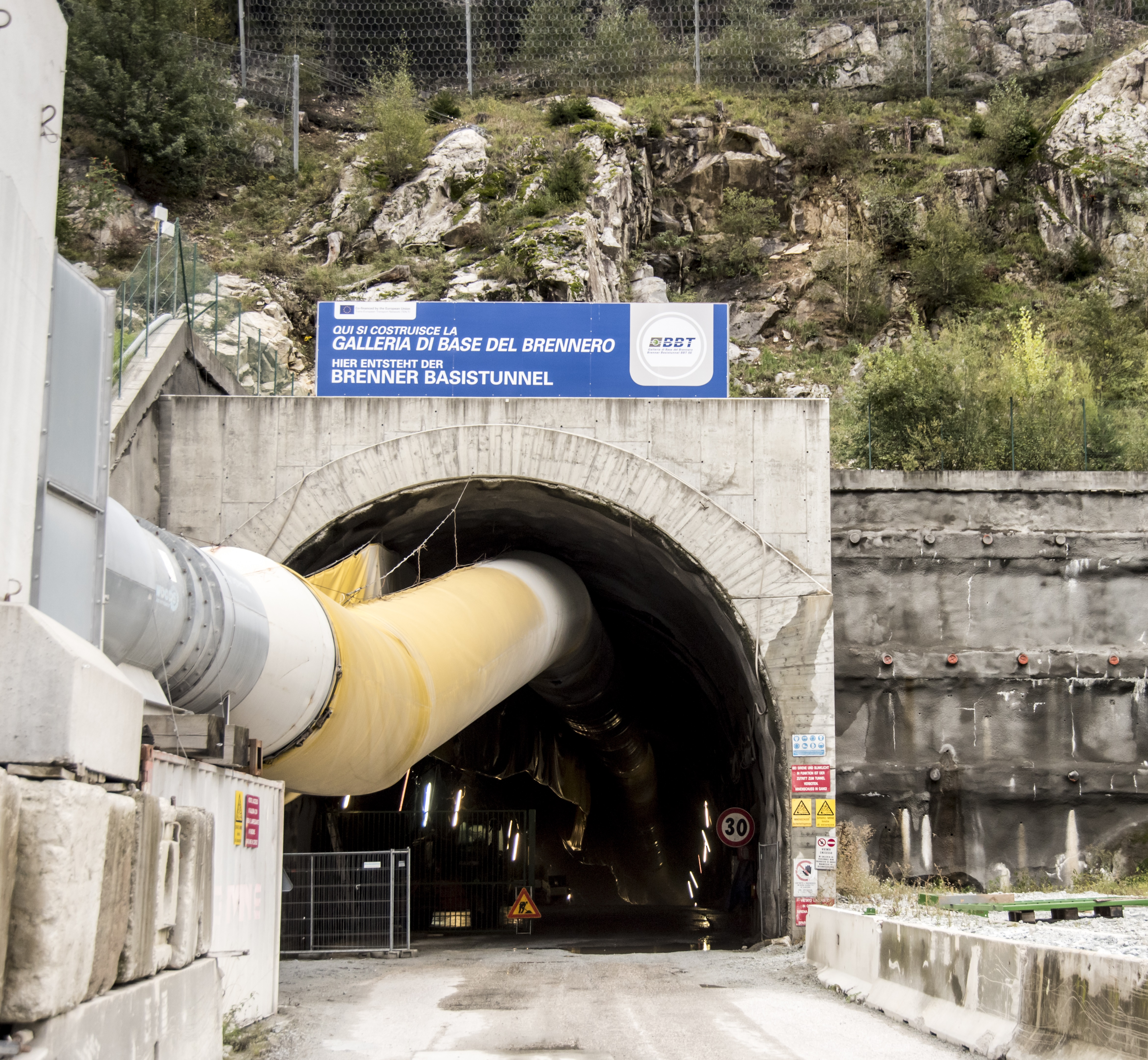
Entrata al cantiere di Mules

Il lotto di Mules 2-3 è stato avviato a settembre del 2016 ed è il più grande della galleria di base del Brennero. Si estende dal cantiere del “Sottoattraversamento Isarco”, a sud, fino al confine di Stato. Nel corso di 7 anni saranno scavati 39,8 km di gallerie di linea e 14,8 km di cunicolo esplorativo, la fermata di emergenza di Trens con la relativa galleria di accesso, ed i cunicoli trasversali, che collegheranno le canne principali ogni 333 metri per un totale di 64,9 km.
Una volta terminato “Mules 2-3”, tutti i lavori di scavo in territorio italiano saranno completati. Dal 13 marzo 2017 sono di nuovo in corso i lavori di scavo delle canne principali in direzione nord. Nella fase iniziale, per circa due anni le gallerie sono state scavate con il metodo tradizionale fino alla costruzione della futura fermata di emergenza di Trens, dove sono stati realizzati dei cameroni di montaggio per le frese. Partendo da questi cameroni lo scavo avviene con TBM (ovvero tramite la fresa) fino al confine del cantiere a nord. In direzione sud, lo scavo in tradizionale è stato avviato il 3 aprile 2017 e si prevede che in estate 2020 verrà raggiunto il confine di lotto a sud.

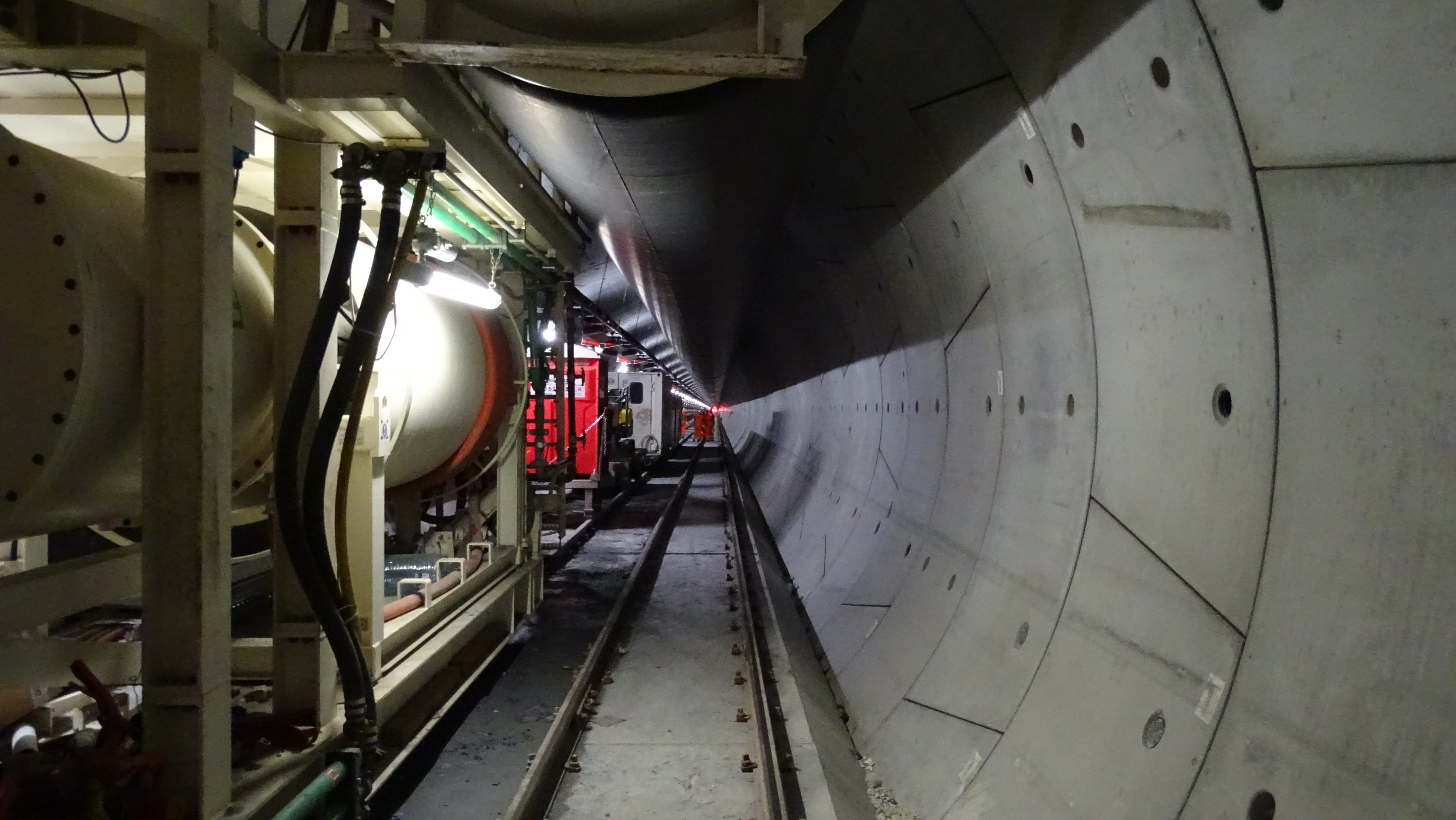
Cantiere di Mules, cunicolo esplorativo scavato con la TBM Serena

La prima delle tre frese del lotto costruttivo Mules 2-3 che scava il cunicolo esplorativo, denominata Serena, è stata assemblata all’inizio del 2018. Il 26 aprile 2018 ha iniziato lo scavo verso nord e nei prossimi anni scaverà i 14 km del cunicolo esplorativo fino al confine di stato. Ha un diametro di 6,8 metri, una lunghezza di quasi 300 metri e un peso di oltre 1.200 tonnellate. Con una potenza di 2.800 kW, costituisce una vera e propria fabbrica sotterranea. Infatti, essendo del tipo “doppio-scudato”, essa non solo scava la galleria tramite la testa fresante composta da numerosi cutter, ma provvede direttamente a rivestirla con degli anelli, detti conci, prefabbricati in calcestruzzo.
Le altre due frese, invece, battezzate Virginia e Flavia, sono più grandi della fresa Serena. Sono state montate in appositi cameroni di montaggio nelle gallerie di linea e messe in esercizio in primavera del 2019 per lo scavo.

### I lotti in territorio austriaco
In territorio austriaco sono tre i principali lotti di costruzione per la galleria di base del Brennero: Tulfes-Pfons, Pfons-Brennero e Sillschlucht. In precedenza è stato completato il lotto di Wolf, molto più piccolo rispetto agli altri tre.
- Tulfes-Pfons

I lavori per questo lotto sono iniziati a settembre 2014 e sono terminati nell'autunno 2021. Nell’ambito dello stesso sono realizzati il cunicolo di soccorso Tulfes, due gallerie principali, due gallerie di interconnessione, la fermata di emergenza di Innsbruck e il cunicolo esplorativo Ahrental-Pfons.
Per un tratto di 9 km lungo la circonvallazione ferroviaria di Innsbruck, è già stato realizzato un cunicolo di soccorso con una sezione di ca. 35 m². Il cunicolo è stato scavato in tradizionale e su 3 fronti contemporaneamente: da Tulfes in direzione ovest, dalla galleria di accesso di Ampass sia in direzione ovest, sia in direzione est. Gli scavi si sono conclusi nel corso dell’estate del 2017. Grazie al cunicolo di soccorso la circonvallazione di Innsbruck potrà essere transitata anche da treni passeggeri contrariamente a quanto avvenuto finora.
Lo scavo delle gallerie principali è stato eseguito con metodo tradizionale, secondo il nuovo metodo austriaco per la costruzione di gallerie. In data 19.03.2015 il commissario europeo per i Trasporti Violeta Bulc ha ufficialmente avviato i lavori di scavo delle gallerie principali. In questo tratto sono stati realizzati 3 km di gallerie principali, aventi ciascuna una sezione di 70 m². Nell’estate 2015 sono iniziati i lavori per la realizzazione dell’interconnessione tra la galleria di base del Brennero e la già esistente Circonvallazione di Innsbruck. Le gallerie di interconnessione sono state realizzate con metodo di scavo tradizionale e vantano una sezione di 115 m². Gli scavi di queste sezioni si sono conclusi anch’essi nell’estate del 2017.
Infine, fa parte di questo lotto anche la realizzazione di un cunicolo esplorativo di oltre 16 km, situato tra l’interconnessione di Ahrental ed il Comune di Pfons. In data 26.09.2015 è stata avviata la TBM aperta, costruita ad hoc per questo lotto. La fresa, lunga 200 m, ha proceduto in direzione sud per oltre 16 km, dove ha terminato lo scavo con l'abbattimento del diaframma verso il cantiere Pfons-Brennero il 07 luglio 2020.
- Pfons-Brennero

I lavori in questo lotto comprendono la realizzazione di 37 km di gallerie principali tra Pfons e Brennero, ca. 9 km di cunicolo esplorativo nonché la fermata di emergenza presso St. Jodok. Le due gallerie principali verranno scavate mediante frese meccaniche. Gli altri tratti di galleria vengono scavati con metodo in tradizionale. 
Oltre un terzo del materiale di scavo del tratto Pfons-Brennero viene riutilizzato per la produzione di calcestruzzo gettato in opera, conci o ghiaia filtrante. Il materiale di scavo non idoneo al riutilizzo viene trasportato, come avviene nella parte italiana, mediante nastri trasportatori direttamente al deposito nella valle Padastertal.
- Sillschlucht

Gola del Sill, Austria

Nella Gola del Sill, subito a sud di Innsbruck, presso il Viller Berg sorge il portale nord della galleria di base del Brennero che corrisponde all’entrata e all'uscita del collegamento ferroviario sotterraneo. Tutti i treni provenienti dalla stazione centrale di Innsbruck e diretti in galleria attraversano per 500 m la Gola del Sill per entrare nella montagna ed uscirne dopo 55 chilometri di galleria a Fortezza, in Alto Adige.
Numerosi esperti, insieme al gruppo di progettazione di BBT SE hanno messo a punto delle soluzioni per attuare una riqualificazione del territorio con la creazione di nuove opere civili. Ad esempio la piccola area industriale situata sul versante est viene dismessa completamente e riportata allo stato originario; la briglia AGA, un’opera idraulica di sbarramento alta 6 m, viene rimossa in modo da consentire il passaggio ai pesci; la strada di accesso nella Gola del Sill viene spostata sul versante est; il letto del torrente Sill viene spostato di otto metri verso est, nella ubicazione originaria. A fine lavori, i terreni verranno poi riqualificati ed adibiti alla silvicoltura.
- Wolf

I lavori di scavo alla galleria di accesso di Wolf sono iniziati il 4 dicembre 2013 e sono terminati nel 2017. Il lotto comprende la realizzazione della galleria di accesso di Wolf e una parte del cunicolo esplorativo, oltre ad una serie di opere logistiche e di sicurezza per il deposito nella Val Padaster.

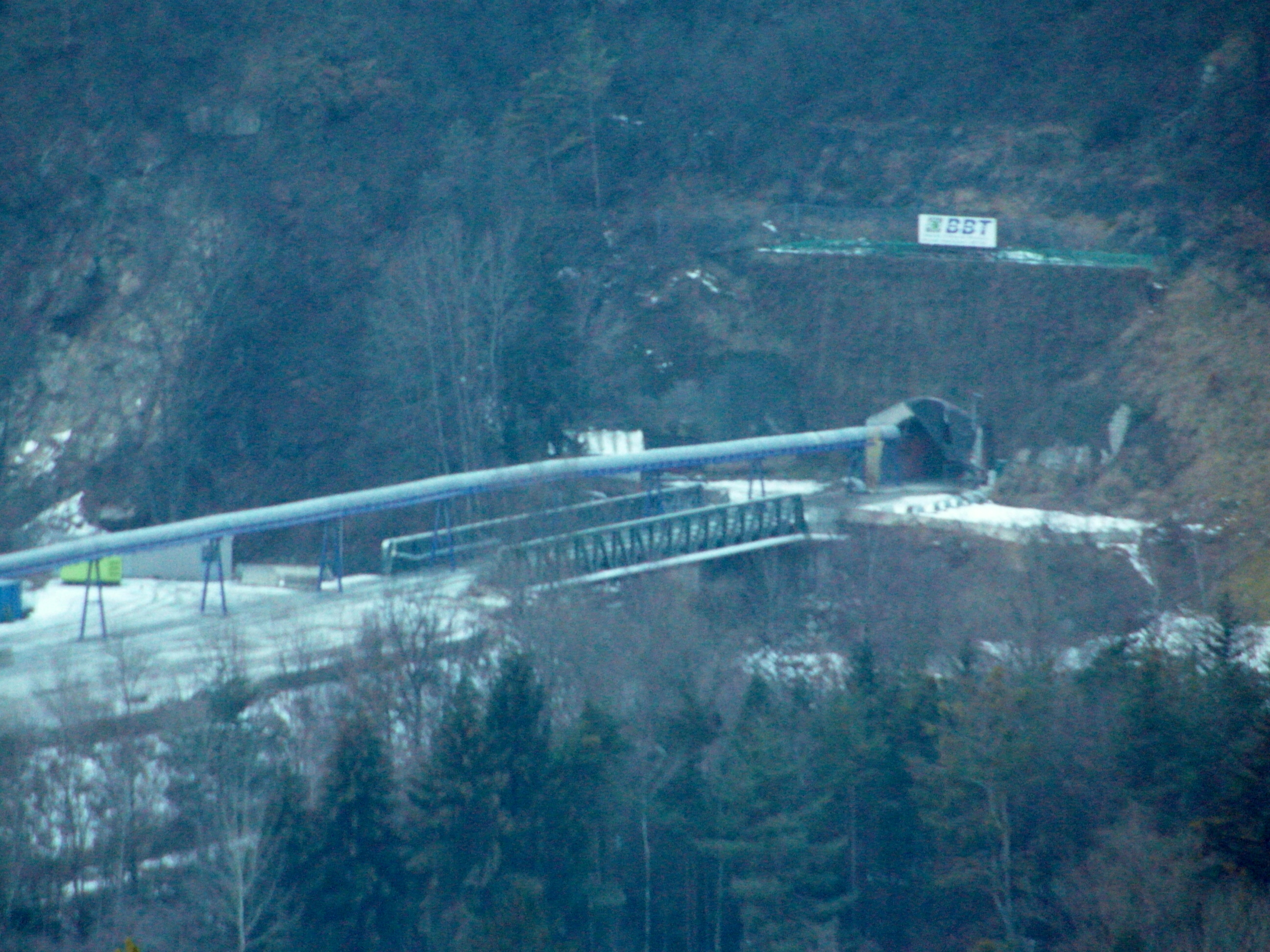
Il tunnel ad Aica (Aicha) nel 2014

### Salvaguardia ambientale
I promotori del progetto assicurano che un’attenta gestione delle risorse naturali e il rispetto delle aree interessate dall’opera sono elementi determinanti sia nella progettazione che nella realizzazione della galleria di base del Brennero. La compatibilità del progetto è stata verificata ai sensi delle leggi vigenti sia in Austria che in Italia. Infatti, per favorire l’inserimento ambientale e paesaggistico degli interventi, le aree di cantiere e di deposito sono state oggetto di approfonditi studi, volti a minimizzare l’impatto ambientale. Nell’area di progetto a nord del Brennero, il costante controllo del rispetto della natura e dell’ambiente è garantito da una “Ombudsperson”, ossia una persona di riferimento per ogni questione relativa alla natura e l’ambiente. Nell’area di progetto a sud del Brennero è stato, invece, istituito un Osservatorio Ambientale, che svolge il ruolo di interfaccia tra la popolazione e i soggetti coinvolti nella realizzazione dell'opera e ha anche il compito di valutare tutti i dati rilevanti e di decidere le eventuali misure che contribuiscano a rispettare i valori di soglia fissati dalle autorità.

### Osservatorio ambientale
Delibera CIPE n.89/2004
“(…) 6. Dovrà essere prevista l'esecuzione di un dettagliato programma
di monitoraggio prima e durante la fase di cantiere nonché
una procedura per l'accertamento degli eventuali danni che dovessero
verificarsi tra i quali, a titolo indicativo, le interferenze sul corpo
idrico, il degrado della qualità delle aree agricole utilizzate come
depositi temporanei o definitivi di materiale e delle aree di cantiere.
L'accertamento e la valutazione dei danni dovrà essere eseguito dall'Osservatorio
ambientale, come previsto dalla vigente normativa
della Provincia autonoma di Bolzano.
Supervisione ecologica in fase di cantiere.
7. L'Osservatorio ambientale, come da norma, effettuerà la
supervisione ecologica e l'accertamento delle ripercussioni ecologiche
durante la fase di cantiere. (…).

L’Osservatorio per la realizzazione della galleria di base del Brennero e della tratta di accesso sud è stato costituito nei primi mesi del 2007 secondo il decreto di legge stabilito dalla delibera CIPE n. 89/2004 (Comitato interministeriale per la programmazione economica - si veda Approfondimento 2 - DELIBERA CIPE OSSERVATORIO AMBIENTALE). La costituzione di questo ente è stata richiesta dal Comune di Fortezza e dalla Provincia Autonoma di Bolzano con l’autorizzazione della galleria di base del Brennero.
L’Osservatorio agisce indipendentemente da BBT SE e da RFI e accompagna, controlla e verifica tutte le singole fasi di costruzione. Esso è, infatti, diretto da un organo composto da quattro membri tra cui figurano i rappresentanti della Provincia e in particolare i rappresentanti delle Comunità Comprensoriali del Val d’Isarco e dell’Alta Val d’Isarco. In particolare, questi ultimi costituiscono i diretti interlocutori della popolazione e degli abitanti rispondendo ai loro quesiti o dando loro tutte le informazioni necessarie.
Il compito principale dell’Osservatorio è quello di ridurre al minimo possibile gli impatti sull’uomo e sull’ambiente. L’Osservatorio monitora gli interventi costruttivi e il rispetto delle disposizioni in materia di sicurezza del lavoro e di igiene.
Tra le sue attività principali vi sono anche la supervisione e la misurazione delle emissioni acustiche e delle vibrazioni; il controllo delle risorse idriche; delle sorgenti; della qualità dell’aria; della configurazione del cantiere e dell’ecosistema. In caso di superamento o mancato rispetto dei valori prescritti, l’Osservatorio emette un parere con disposizioni vincolanti.

### Tutela delle acque
Le acque utilizzate per l’esecuzione dei lavori vengono depurate e raffreddate in conformità alle disposizioni di legge, prima di essere immesse nei fiumi e nei torrenti. La depurazione avviene negli impianti di trattamento delle acque che si trovano nelle diverse aree di cantiere. Durante la fase di realizzazione, l’acqua proveniente dai cunicoli e dalle gallerie viene intercettata e deviata agli impianti di depurazione. Inoltre, le risorse idriche sono costantemente controllate attraverso una serie di rilievi e monitoraggi eseguiti mensilmente su sorgenti, pozzi e torrenti in tutta l’area di progetto, nonché sulle acque intercettate in fase di scavo.

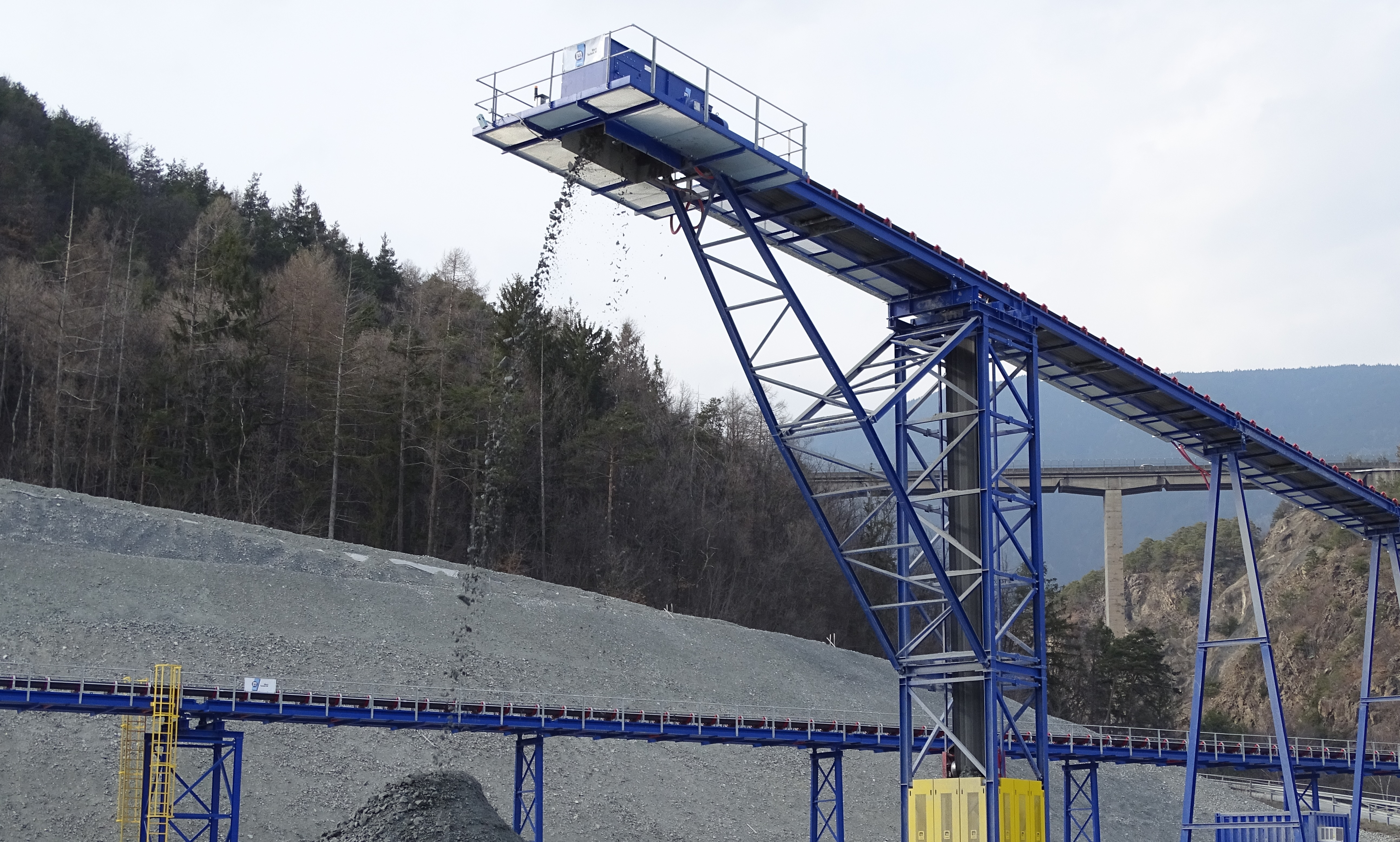
Nastro trasportatore presso il deposito di Hinterrigger

### Gestione materiale di scavo
La logistica di cantiere prevede il trasporto completamente in sotterraneo del materiale di scavo destinato ai depositi senza utilizzare la viabilità ordinaria, al fine di non arrecare disturbo alla popolazione residente nelle aree limitrofe ai cantieri.
Il materiale di scavo riciclabile viene lavorato in loco e trasformato in materiale da costruzione, selezionato a seconda della composizione e reimpiegato all’interno dell’area di cantiere. Una piccola parte del materiale di scavo viene anche venduta.

#### Depositi

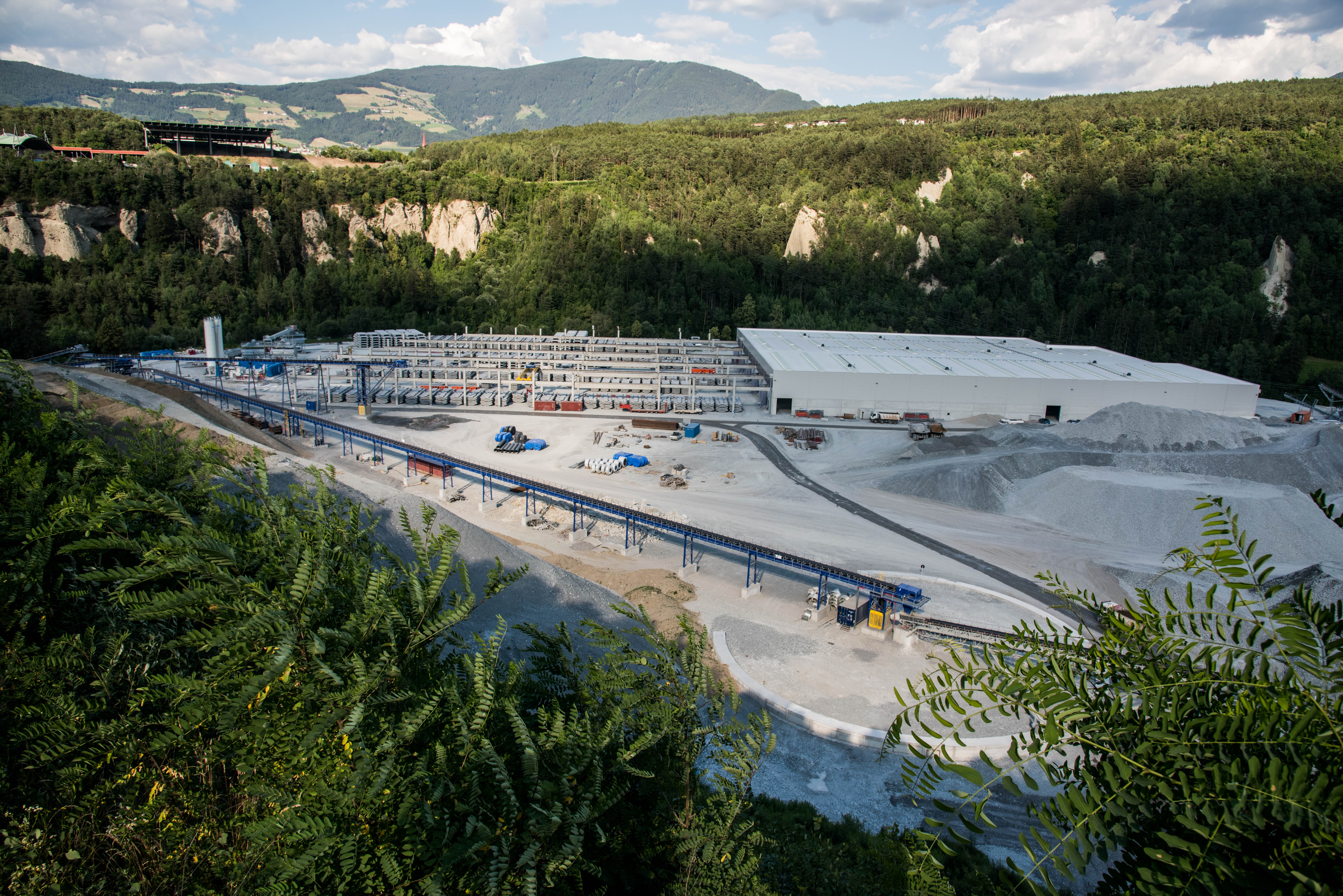
La fabbrica dei conci, Hinterrigger

Il materiale non riutilizzabile viene depositato in 6 aree che si trovano ad Ampass, Ahrental, presso il Ponte Europa e in val di Padastertal in Austria, e a Genauen e a Hinterrigger in Italia. Le aree di stoccaggio sono state individuate nelle immediate vicinanze delle gallerie di accesso. Attraverso l’utilizzo di nastri trasportatori, il materiale di scavo viene trasportato direttamente dal fronte all’area di deposito, senza interferire il traffico veicolare sulle strade pubbliche. Una volta depositato tutto il materiale e conclusi i lavori, le singole aree di deposito ritorneranno al loro stato originario.

#### Riutilizzazione materiali
Il materiale di scavo frantumato viene riutilizzato nel corso della lavorazione in galleria, per la produzione di calcestruzzo necessario alla realizzazione di conci che andranno a rivestire la galleria. In caso il materiale frantumato fosse in esubero rispetto al fabbisogno da riutilizzare, verrà impiegato in altre lavorazioni come inerte per calcestruzzo. La preparazione degli inerti per il calcestruzzo avviene attraverso gli impianti di frantumazione direttamente nei cantieri. Questo materiale è stato impiegato anche nella costruzione di alcuni edifici pubblici progettati in Alto Adige dallo studio MoDusArchitects.   

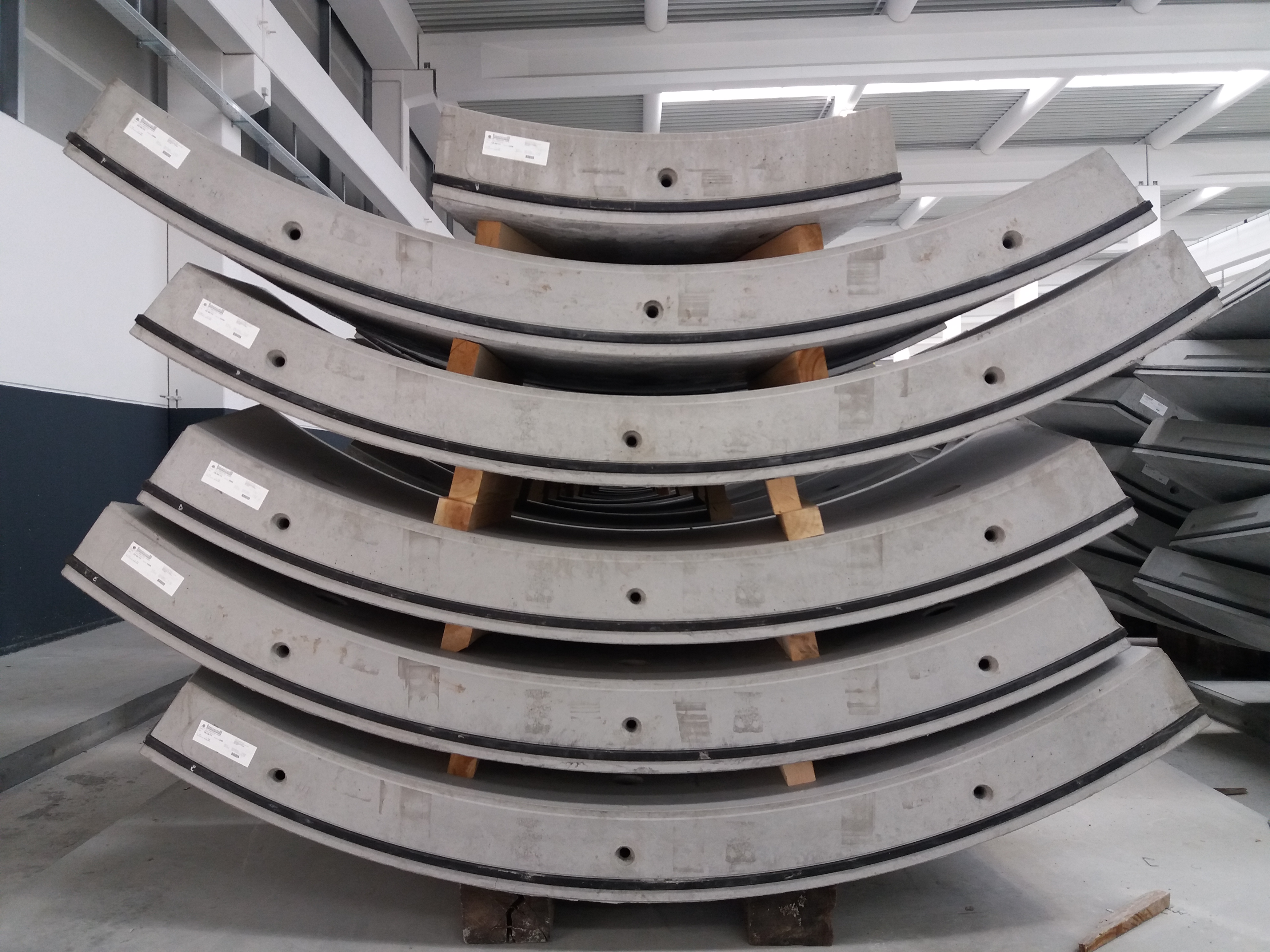
Conci prefabbricati in calcestruzzo per il rivestimento della galleria

#### La fabbrica dei conci
I conci sono dei segmenti in calcestruzzo a forma di arco che, uniti insieme tra loro, formano degli anelli. Essi costituiscono così il rivestimento delle gallerie, che viene applicato alle pareti della galleria tramite le TBM (Tunnel Boring Machine).
I conci vengono prodotti nello stabilimento di Hinterrigger costruito ad hoc nella Val di Riga (Riggertal) in corrispondenza del portale sud del cunicolo esplorativo. Nello stabilimento lavorano oggi circa 130 persone, 24 ore su 24. 
Lo stabilimento accoglie il materiale di scavo a deposito che viene riutilizzato per la fabbricazione del calcestruzzo necessario per produrre i conci. Oltre 700 000 m³ di materiale per la fabbricazione dei conci deriva, infatti, dalla frantumazione del materiale proveniente dagli scavi di avanzamento nel granito di Bressanone. Ciò consente di ridurre l’impatto sull’ambiente, evitando trasporti su strada, inquinamento da polvere e rumore nonché l’approvvigionamento degli inerti per il calcestruzzo da altre cave. BBT SE, di concerto con la Provincia Autonoma di Bolzano, ha fortemente voluto che la produzione dei conci avvenisse in loco.
Il trasporto del personale e dei conci avverrà tramite dei trenini di cantiere mentre il trasporto del materiale di scavo avviene tramite dei nastri trasportatori.

### Tutela terreni
I promotori del progetto affermano che gli imbocchi delle gallerie sono inseriti nel paesaggio con cura e attenzione e i depositi sono ubicati nelle vicinanze delle gallerie di accesso laterali. Vicino ai cantieri sono stati realizzati nuovi punti di nidificazione e alimentazione per gli animali.
Già molto prima dell’inizio dei lavori, la società aveva iniziato a raccogliere dati importanti su fauna e flora, agricoltura e silvicoltura. Tale documentazione dettagliata aiuta ad identificare e, ove necessario, a compensare gli eventuali cambiamenti verificatisi durante e dopo le opere di costruzione.
Tutti i terreni utilizzati per la lavorazione del materiale riutilizzabile e tutti i cantieri a cielo aperto attualmente in esecuzione, come quello del “Sottoattraversamento Isarco”, ritorneranno al loro stato originale ante operam una volta conclusi i lavori.

### Tutela della popolazione
L’immissione di polveri e di rumore dal cantiere all’ambiente circostante viene ridotto al minimo possibile. Per la protezione dal rumore sono state erette delle barriere antirumore. Nel caso in cui i cantieri si trovino vicino a zone residenziali gli orari di lavoro in cantiere vengono limitati per ridurre il disagio dei residenti (Gola del Sillschlucht è un cantiere "cittadino" con lavori eseguiti solo durante la settimana e negli orari consentiti. Dove si presenta bassa copertura tre le gallerie e i centri abitati esiste il divieto di brillamento notturno).
La società ha riservato particolare attenzione alle soluzioni logistiche adottate, in grado di ridurre drasticamente l’utilizzo della viabilità odierna per il trasporto del materiale di scavo e l’approvvigionamento dei materiali di costruzione. Il trasporto avviene, infatti, attraverso nastri trasportatori o tramite accessi riservati ai cantieri direttamente collegati all’Autostrada A22 Brennero.

## Comunicazioni

### Gli infopoint
Lungo la Galleria del Brennero vi sono inoltre tre infopoint, uno a Innsbruck, uno Steinach e uno a Fortezza, dove chiunque sia interessato può richiedere informazioni più dettagliate sul progetto o sugli aspetti ad esso collegati, come la tutela ambientale, la politica dei trasporti o la geologia. L’antico forte asburgico di Fortezza accoglie nelle sue mura un’area espositiva di 800 m² in cui vengono presentati il progetto della galleria di base del Brennero ma anche i temi della natura e della cultura che ruotano intorno ad esso. I punti forti dell’esposizione sono i viaggi virtuali nella galleria nonché la simulazione multimediale dello scavo della galleria.
Tutte le informazioni sono disponibili in italiano, tedesco e inglese.

## Sede della società e finanziamenti

Sede di Bolzano

### Sede della società
In data 30 aprile 2004 venne stipulato l’Accordo di Stato tra Austria e Italia per la costruzione della galleria di base del Brennero e ad Innsbruck venne posta la sede legale della BBT. Nel 2011, con l’inizio della fase di costruzione, la sede legale della società è stata trasferita a Bolzano, poiché previsto dallo statuto e, di conseguenza, si applicano le norme per gli appalti italiani. La sede legale tornerà ad Innsbruck quando la galleria di base del Brennero verrà messa in esercizio. Oltre alle due sedi di Bolzano e di Innsbruck sono stati allestiti degli uffici di cantiere nelle aree di progetto di Tulfes, di Fortezza e di Mules.

### Finanziamenti
Sia Austria che Italia partecipano equamente al finanziamento della galleria di base del Brennero, sostenute anche dall’Unione Europea. Sin dal 1995 l’UE finanzia questo progetto con una percentuale del 50% per le attività di progettazione. Le Convenzioni nell’ambito dell’attuale programma di finanziamento EU (CEF 2014-2020) garantiscono a BBT SE il massimo del cofinanziamento ottenibile da parte dell’UE per i progetti transfrontalieri (ovvero un contributo pari al 50% per le attività Studi e 40% per le attività Lavori). I costi restanti vengono ripartiti equamente tra Austria e Italia. I costi complessivi della galleria di base del Brennero vengono valutati pari a circa 8,384 miliardi di euro.

### Composizione societaria
Secondo quanto stabilito dall’Accordo di Stato del 30 aprile 2004, il Capitale Sociale di BBT SE è suddiviso al 50% tra Italia ed Austria.
Il 50% di parte austriaca è detenuto integralmente da ÖBB-Infrastruktur AG, mentre il 50% di parte italiana è detenuto integralmente da TFB Società di Partecipazioni S.p.A., detenuta a sua volta da Rete Ferroviaria Italiana S.p.A. (88,99%), dalla Provincia Autonoma di Bolzano (6,38%), dalla Provincia Autonoma di Trento (4,24%) e dalla Provincia di Verona (0,39%).

## Percorso
| Straight track |

| Unknown route-map component "ABZgr" |

| Unknown route-map component "hKRZWae" |

| Unknown route-map component "tSTRa" |

| Unknown route-map component "tDST" |

| Unknown route-map component "tABZgr" |

| Unknown route-map component "tSTR" |

| Unknown route-map component "tABZg+r" |

| Unknown route-map component "tDST" |

| Unknown route-map component "tDST" |

| Unknown route-map component "tZOLL" |

| Unknown route-map component "tDST" |

| Unknown route-map component "tDST" |

| Unknown route-map component "tSTRe" |

| Unknown route-map component "ABZg+r" |

| Station on track |

| Unknown route-map component "ABZgl" |

| Unknown route-map component "tSTRa" |

| Unknown route-map component "tDST" |

| Unknown route-map component "tDST" |

| Unknown route-map component "tSTRe" |

| Unknown route-map component "hKRZWae" |

| Unknown route-map component "KRZo" |

| Unknown route-map component "tSTRa" |

| Unknown route-map component "tDST" |

| Unknown route-map component "tABZgr" |

| Unknown route-map component "tSTR" |

| Unknown route-map component "tABZg+r" |

| Unknown route-map component "tDST" |

| Unknown route-map component "tSTRe" |

| Unknown route-map component "ABZg+r" |

| Straight track |